# Mary Elizabeth Braddon
Mary Elizabeth Braddon, född den 4 oktober 1837 i London, död den 4 februari 1915 i Richmond, Surrey, var en brittisk författare. Braddon var gift med bokförläggaren John Maxwell och mor till författaren William Babington Maxwell.
Braddon skrev ett stort antal äventyrsromaner, som blev mycket populära, särskilt hennes mordhistorier. Främst märks Lady Audley's secret (1862, svensk översättning 1863).